# Клермон (Арјеж)
Клермон (фр. Clermont) насеље је и општина у јужној Француској у региону Миди Пирене, у департману Арјеж која припада префектури Сен Жирон.
По подацима из 2011. године у општини је живело 100 становника, а густина насељености је износила 13,5 становника/km². Општина се простире на површини од 7,41 km². Налази се на средњој надморској висини од 355 метара (максималној 571 m, а минималној 344 m).

## Демографија
| 1962. | 1968. | 1975. | 1982. | 1990. | 1999. | 2011. |
| ----- | ----- | ----- | ----- | ----- | ----- | ----- |
| 80    | 102   | 92    | 90    | 82    | 101   | 100   |

График промене броја становника у току последњих година